# Гингольд, Пинхас
Пинхас Гингольд (англ. Pinchas M. Gingold 15 мая 1894, Городец Кобринского уезда Гродненской губернии — 20 сентября 1953, Нью-Йорк) — еврейский педагог, общественный деятель, издатель.

## Биография
Родился в 1894 году в Городце (ныне Республика Беларусь). Получил образование в иешиве Бреста. 
В возрасте 16 лет эмигрировал в США. В 1928 получил диплом учителя Педагогического колледжа Колумбийского университета. 
В начале Первой Мировой войны один из основателей Еврейского легиона . Принимал участие в действиях Британской армии в Эрец-Исраэль. 
После возвращения в Нью-Йорк (1920) присоединился к Трудовому сионистскому движению и активно участвовал в Американском и Всемирном Еврейском конгрессах. Был одним из учредителей и на протяжении долгих лет директором Семинарии преподавателей идиша. После 1930 возглавил национальный комитет Еврейских народных школ Трудового сионистского движения и руководил отделом образования Фарбанд (Еврейского национального союза рабочих). В 1932 издавал журнал «Идише Дартшунг».
В 1930-х годах Гингольд возглавлял национальный комитет еврейских народных школ, который через два года после его смерти выпустил «Книгу Пинхаса Гингольда», собрание воспоминаний Гингольда и его очерков о еврейском образовании и культуре.